# Bunetice
Bunetice (in ungherese Bunyita) è un comune della Slovacchia facente parte del distretto di Košice-okolie, nella regione di Košice.